# Lương Kim Định
Lương Kim Định ou Dominic Lương Kim Định, nom de plume Kim Định est un prêtre catholique, chercheur et philosophe né dans la province de Nam Định au Viêt Nam en 1914 et mort à Carthage dans le Missouri en 1997. Il contribua à élaborer les bases d'une philosophie vietnamienne.

## Biographie
Il est né le 15 juin 1914 au diocèse de Trung Thành dans le district de Hải Hậu dans la province de Nam Định. Il fut formé à la philosophie et à la théologie au Séminaire de Nam Định en 1934,. Il fut ordonné prêtre catholique en 1943. Il fut diplômé de philosophie au Séminaire de Saint Albert le Grand, puis professeur de philosophie au Séminaire du diocèse de Bùi Chu (Dioecesis Buichuensis) de 1943 à 1946,.
En 1947, il se rendit à Paris pour poursuivre ses études. Pendant une période de dix ans, il y étudia la civilisation française, la sociologie et la philosophie à l'Institut Catholique de Paris et le confucianisme à l'Institut des Hautes Études Chinoises.
Il retourna au Viêt Nam en 1957. Il enseigna la philosophie orientale à l'Institut Lê Bảo Tịnh et à la Faculté des Lettres de Saigon à partir de 1960, puis à l'université Vạn Hạnh à partir de 1967 et à l'université de Ðà Lạt. Avec l'aide des prêtres et professeurs Nguyễn Văn Thích et Bửu Dưỡng et du professeur Nguyễn Ðăng Thục, il contribua à l'ouverture d'un département de Philosophie orientale (Triết học Đông phương) à la Faculté des Lettres de Saigon en 1958 puis dans d'autres établissements universitaires du Sud Viêt Nam.
Après la chute de Saigon, il se rendit aux États-Unis et poursuivit sa réflexion sur la pensée philosophique vietnamienne.
Il est mort le 25 mars 1997 à Carthage dans l’État du Missouri à l'âge de 82 ans.

## Contributions
De 1963 à sa mort, il fit paraître une trentaine de publications sur la culture et la philosophie vietnamiennes. Ses nombreux travaux constituent une source de connaissance importante sur le patrimoine culturel vietnamien et proposent une réflexion à la fois historique et philosophique sur le système de pensée vietnamien.
À travers ses recherches sur les tambours de bronze (culture Đông Sơn) du Viêt Nam, il a dessiné les contours d'une cosmogonie vietnamienne en Asie du Sud-Est. En se basant sur l'analyse de ces tambours, il développa une théorie originale sur l'origine de la civilisation que nous considérons aujourd'hui comme « chinoise ». Son idée principale, développée dans plusieurs ouvrages, était que les Bách Việt ou Cent Việt / Yue (百越), dont descendent les Vietnamiens, avaient été les premiers à créer une culture sophistiquée en Chine. Les Hoa / Hua ou Chinois d'aujourd'hui, participèrent à ce monde culturel plus tard. Par conséquent, ce que nous considérons aujourd'hui comme étant la culture « chinoise » trouve son origine dans la culture Việt. Pour illustrer sa thèse, Kim Định utilisa le terme Việt Nho (越儒) ou « confucianisme Việt ».
Sa thèse fut âprement discutée en son temps. L'historien Tạ Chí Đại Trường estima pour sa part que les arguments de Kim Định étaient sans fondement, mais qu'ils correspondaient surtout aux sentiments nationalistes de l'époque de la guerre, raison du vif engouement rencontré par ses travaux,.
Ainsi, en contribuant à poser les bases d'une philosophie vietnamienne qu'il conceptualisa lui-même sous l'appellation « Triết lý An Vi » ou « An Việt » et Việt Nho, sorte de confucianisme vietnamien authentique, Kim Định invita les Vietnamiens à s'interroger sur l'origine de leur civilisation. Aux États-Unis, au Canada et en Australie, ses disciples mirent sur pied un réseau de réflexion nommé An Vi, chargé de diffuser ses travaux.
Il participa au mois d'août 1984, au premier colloque international de philosophie chinoise organisé à Taïwan. En novembre 1987, il fit une communication sur le Taoïsme au Symposium international sur le confucianisme et le monde moderne (Confucianism and the Modern World) à Taipei.
En juillet 2012, à l'occasion du quinzième anniversaire de sa disparition, un colloque fut organisé à Hanoï pour évaluer les concepts de philosophie vietnamienne défendus par Kim Định tout au long de sa vie,.

## Publications
1. Cửa Khổng, Nho giáo nguyên thủy, Saigon : Ra Khơi Nhân Ái, 1965, réédité en 1997 (New Orleans : Lĩnh Nam).
2. Nhân-bản, Saigon : Nxb Ra Khơi / Trường đại học văn khoa, 1965.
3. Căn-bản triết-lý trong văn-hóa Việt-Nam, Saigon : Nxb Ra khơi, 1967.
4. Chữ Thời, Saigon : Nxb Thanh Bình, 1967.
5. Ðịnh Hướng Văn Học, Saigon : Nxb Ra Khơi, 1969.
6. Những Dị Biệt giữa hai nè̂n Triết Lý Ðông Tây, Saigon : Ra Khơi Nhân Ái, 1969.
7. Vũ Trụ Nhân Linh, Saigon : Nxb Khai Trí, 1969.
8. Tâm Tư hay là, Khoa siêu-lý của Viễn Đông, Saigon : Nxb Khai Trí, 1970.
9. Dịch Kinh Linh Thể, Saigon : Nxb Ra Khơi, 1970, réédité en 1989 (Houston, TX : An Việt Houston).
10. Hiến Chương Giáo Dục, Saigon : Nxb An Tiêm, 1970.
11. Việt Lý Tố Nguyên, Saigon : Nxb An Tiêm, 1970, réédité en 2001 (Paris / San Jose, CA).
12. Lạc Thư Minh Triết, Saigon : Nguồn Sáng, 1971.
13. Triết Lý Cái Ðình, Saigon : Nguồn Sáng, 1971, réédité en 1985 (Sunnyvale, CA).
14. Vấn Ðề Quốc Học, Saigon : Nguồn Sáng, 1971.
15. Cơ cấu Việt Nho, Saigon : Nguồn Sáng, 1972.
16. Loa Thành Ðồ Thuyết, Saigon : Nxb Thanh Bình, 1973.
17. Nguồn Gốc Văn Hóa Việt Nam, Saigon : Nguồn Sáng, 1973.
18. Tinh Hoa Ngũ Ðiển, Saigon : Nguồn Sáng, 1973.
19. Triết Lý Giáo Dục, Saigon : Ca Dao, 1975, réédition en 1985 (Sunnyvale, CA : H.T. Kelton).
20. Hồn Nước Với Lễ Gia Tiên (tái bản từ cuốn Căn Bản Triết Lý Trong Văn Hóa Việt Nam), San Jose, CA : Nam Cung, 1979.
21. Kinh Hùng Khải Triết, San Jose, CA : Thanh Niên Quốc Gia, [198?]
22. Nhân Chủ (tái bản từ cuốn Nhân Bản), San Jose, CA : Thanh Niên Quốc Gia, 1982.
23. Hoa Kỳ & Thế Chiến Lược Toàn Cầu, New Orleans, LA : Dân Chúa ; San Jose, CA : Văn Đàn, 1983. (édité en 1986 en Australie)
24. Hùng Việt Sử Ca, San Diego, CA : Thằng Mõ – Văn Đàn, 1984.
25. Pho Tượng Ðẹp Nhất Của Việt Tộc, Sunnyvale, CA : H.T. Kelton, 1984.
26. Sứ Ðiệp Trống Ðồng, San Jose, CA : Thanh Niên Quốc Gia,1984.
27. Văn Lang Vũ Bộ, Sunnyvale, CA : H.T. Kelton, 1984.
28. Ðạo Trường Chung Cho Ðông Á, Houston, TX : An Việt, 1987.
29. Hưng Việt, Houston, TX : An Việt Houston, 1987.
30. Gốc Rễ Triết Việt, Houston, TX : An Việt Houston, 1988.
31. Việt Triết Nhập Môn, Houston, TX : An Việt Houston, 1988.
32. Cẩm Nang Triết Việt, Houston, TX : An Việt, 1990.
33. Thái Bình Minh Triết, Westminster, CA : Thời Điểm, 1997.
34. Phong Thái An Vi, Houston, TX : An Việt Houston, 2000.